# Zagojiči
Zagojiči – wieś w Słowenii, w gminie Gorišnica. W 2018 roku liczyła 173 mieszkańców.